# Helene Sansoni-Balla
Helene Sansoni-Balla (* 27. Januar 1892 in Berlin; † 20. Dezember 1982 in Lohhof, Oberbayern) war eine deutsche Malerin.

## Leben
Helene Sansoni, geborene Balla, wurde als Tochter ostpreußischer Eltern in Berlin geboren. Im Alter von sieben Jahren kam sie nach Karlsruhe. Dort machte sie Abitur und studierte von 1909 bis 1913 an der Kunstgewerbeschule Karlsruhe Malerei, anschließend Bildhauerei und Keramik. Sie schloss ihre Ausbildung 1913 mit dem Zeichenlehrerinnenexamen ab. Im Laufe des Ersten und Zweiten Weltkrieges gab sie Zeichenunterricht an Gymnasien. Nach dem Kriegsende 1918 eröffnete sie im elterlichen Haus in Wiesloch eine Keramikwerkstatt. In Wiesloch lernte sie auch ihren späteren Mann Artur Sansoni kennen.
Nach der Heirat mit Artur Sansoni 1924 lebten sie zunächst in München. Nachdem Artur Sansoni 1925 eine Stelle als Direktor der neu zu gründenden Granitbildhauerfachschule in Wunsiedel erhalten hatte, siedelten sie dorthin über.
Helene Sansoni-Balla, die während der gesamten Wunsiedler Zeit als professionelle Kunstmalerin arbeitete, zog im 1973/74 nach Lohhof, wo sie 1982 im Alter von 90 Jahren verstarb.
Helene Sansoni-Balla war Mutter des Chemikers Bruno Sansoni und Großmutter des plastischen Künstlers Andreas Sansoni.

## Werk
Helene Sansoni-Balla entwickelte als Malerin der Fichtelgebirgslandschaft einen Stil der wie bei ihrem Mann von den Eigenheiten des Fichtelgebirges geprägt wurde. Während es bei Artur Sansoni die Härte und Struktur des Granitsteins war, waren es bei ihr die Gegensätzlichkeiten, die das Fichtelgebirge ausstrahlt. In ihren Bildern spiegelt sich zum einen Herbes, Melancholisches und Karges, zum anderen leuchtend Schönes wider. Handwerklich betrachtet ist ihr Stil durch verschiedenerlei Umstände geprägt. Anfang der 1920er Jahre erlebte sie in München das Entstehen der Moderne. Die gewonnenen Eindrücke wirkten sich auf die Darstellung der Fichtelgebirgslandschaft aus. Ihre diesbezüglichen Werke sind durch Abstraktion gekennzeichnet, jedoch ohne die von der Natur vorgegebenen Grenzen zu überschreiten.

## Ausstellungen
Das Fichtelgebirgsmuseum in Wunsiedel präsentiert im Rahmen seiner Ausstellung über zeitgenössische Kunst einige Ölportraits Wunsiedler Persönlichkeiten von Helene Sansoni-Balla.